# Юренєва Віра Леонідівна
Ві́ра Леоні́дівна Юре́нєва (1876—1962) — російська акторка. Заслужена артистка Росії (1935).

## Загальні відомості
Народилася 22 червня 1876 р. у Москві. Померла 19 січня 1962 р. там же.
Закінчила драматичні курси при Александринському театрі в Петербурзі (1902, майстерня В.Давидова).
Виступала в антрепризі М. Багрова в Одесі, на сцені театру «Соловцов» (1918—1919), Другого театру Української Радянської Республіки ім. Леніна (1919) у Києві.
За спогадами Бориса Єфімова в 1919 році Віра Юренєва з подругою Іриною Дєєвою евакуювалася з Києва разом із пересувним червоноармійським театром.
З 1920 р. — у театрах Москви та Ленінграда.

## Ролі
- Лауренсія («Фуенте Овехуна» Лопе де Веги) — другий державний драматичний театр УРСР ім. Леніна[2]

## Фільмографія
Знімалась у дореволюційних фільмах:
- «Жінка завтрашнього дня» (1914) — режисер — її чоловік, Вознесенський Олександр Сергійович, та інших.